# Caroline Lankhout
Caroline Adolphine Lankhout (Utrecht, 26 januari 1895 – Amsterdam, 28 juli 1947) was een Nederlands pianiste.
Lankhout werd geboren onder de naam Jackson en was een dochter van agent bij de Rijksverzekeringsbank Carel Lankhout (1859-1942) en de Antwerpse Adolphina Hermina Jackson (1863-1922); toen een maand na haar geboorte Lankhout en Jackson trouwden werd zij erkend en kreeg de naam Lankhout. Ze was enige tijd getrouwd met de 25 jaar oudere musicus Isaäc Mossel (1921-1923) en vanaf 1933 tot aan haar dood met schilder, graficus en musicus Johan van Hell met wie ze aan de Willemsparkweg woonde. Samen deelden ze hun socialistische inslag.
Ze kreeg haar opleiding te Rotterdam bij Joh.H. Sikemeier, als ook bij Frederic Lamond. Ze was enige tijd getrouwd met cellist Mossel, met wie ze ook wel op het podium zat met Bram Eldering. Ze werd hoofdlerares piano aan het Conservatorium van Amsterdam (Maatschappij tot Bevordering der Toonkunst) alsook de muziekschool van Ulfert Schultz. Componist Kees Otten kreeg pianoles bij haar thuis, waarbij Johan het werk direct wilde spelen. Ze gaf concerten onder bekende dirigenten als Hermann Abendroth Een afspraak om te musiceren onder Arthur Nikisch was gemaakt, maar de dirigent overleed plots. Ze kende bijvoorbeeld componist Richard Strauss. Haar muziekloopbaan omspande de periode 1914 tot 1940.
In 1934 speelde ze onder leiding van Kor Kuiler in het Koninklijk Concertgebouw het pianoconcert van Robert Schumann. Dat werk had ze in 1920 ook uitgevoerd in Wenen met het Wiener Concertverein onder leiding van Ferdinand Löwe.
Ze overleed in het Wilhelmina Gasthuis aan de Ziekte van Parkinson en werd begraven op Zorgvlied.